# Bulbophyllum pachyrachis
Bulbophyllum pachyrachis é uma espécie de orquídea (família Orchidaceae) pertencente ao gênero Bulbophyllum. Foi descrita por Griseb. em 1864.